# Wilfried Singo
Wilfried Stephane Singo (Ouragahio, 25 december 2000) is een Ivoriaans voetballer die doorgaans speelt als rechtsback. In augustus 2023 verruilde hij Torino voor AS Monaco. Singo maakte in 2021 zijn debuut in het Ivoriaans voetbalelftal.

## Clubcarrière
Singo speelde in de jeugd van AS Denguélé en werd in januari 2019 aangetrokken door Torino, waar hij in het jeugdelftal werd omgeturnd van centrumverdediger tot rechtsback. Zijn debuut in het eerste elftal maakte de Ivoriaan op 1 augustus 2019, op bezoek bij Debrecen in de tweede voorronde van de UEFA Europa League. Simone Zaza, Armando Izzo, Andrea Belotti en Vincenzo Millico scoorden voor Torino, terwijl Haruna Garba een doelpunt maakte voor Debrecen: 1–4. Singo moest van coach Walter Mazzarri op de reservebank beginnen en viel zeven minuten voor tijd in voor Izzo. Zijn eerste doelpunt maakte hij op 29 juli 2020. Op die dag opende Álex Berenguer de score tegen AS Roma in het eigen Stade Grande Torino. Namens Roma scoorden vervolgens Edin Džeko, Chris Smalling en Amadou Diawara. Het slotakkoord was twintig minuten na rust voor Singo, die de uitslag bepaalde op 2–3. Eind november 2020 verlengde de rechtervleugelverdediger zijn contract bij Torino tot medio 2023, met een optie op een jaar extra. Deze optie werd eind 2022 gelicht. In augustus 2023 maakte Singo voor een bedrag van circa tien miljoen euro de overstap naar AS Monaco, waar hij zijn handtekening zette onder een verbintenis voor de duur van vijf seizoenen.

## Clubstatistieken
| Seizoen | Club      | Competitie | Competitie | Competitie | Beker | Beker | Internationaal | Internationaal | Totaal | Totaal |
| Seizoen | Club      | Competitie | Wed.       | Dlp.       | Wed.  | Dlp.  | Wed.           | Dlp.           | Wed.   | Dlp.   |
| ------- | --------- | ---------- | ---------- | ---------- | ----- | ----- | -------------- | -------------- | ------ | ------ |
| 2019/20 | Torino    | Serie A    | 4          | 0          | 0     | 0     | 3              | 0              | 7      | 0      |
| 2020/21 | Torino    | Serie A    | 28         | 1          | 2     | 0     | —              | —              | 30     | 1      |
| 2021/22 | Torino    | Serie A    | 35         | 3          | 1     | 0     | —              | —              | 36     | 3      |
| 2022/23 | Torino    | Serie A    | 31         | 2          | 4     | 0     | —              | —              | 35     | 2      |
| 2023/24 | Torino    | Serie A    | 0          | 0          | 1     | 0     | —              | —              | 1      | 0      |
| 2023/24 | AS Monaco | Ligue 1    | 25         | 1          | 0     | 0     | —              | —              | 25     | 1      |
| 2024/25 | AS Monaco | Ligue 1    | 15         | 1          | 1     | 0     | 4              | 1              | 20     | 2      |
| Totaal  | Totaal    | Totaal     | 138        | 9          | 9     | 0     | 7              | 1              | 154    | 10     |

Bijgewerkt op 27 december 2024.

## Interlandcarrière
Singo maakte op 5 juni 2021 zijn debuut in het Ivoriaans voetbalelftal tijdens een vriendschappelijke wedstrijd tegen Burkina Faso. Dat land kwam op voorsprong door Lassina Traoré, waarna het door doelpunten van Ibrahim Sangaré en Amad Diallo alsnog 2–1 voor Ivoorkust werd. Singo mocht van bondscoach Patrice Beaumelle in de basisopstelling beginnen en hij speelde het gehele duel mee. De andere Ivoriaanse debutant dit duel was Hassane Kamara (OGC Nice).
In december 2023 werd Singo door bondscoach Jean-Louis Gasset opgenomen in de selectie van Ivoorkust voor het uitgestelde Afrikaans kampioenschap 2023. Op het toernooi ging Ivoorkust door na een overwinning op Guinee-Bissau (2–0) en nederlagen tegen Nigeria (0–1) en Equatoriaal Guinee (4–0). Hierna werden achtereenvolgens Senegal (1–1, 4–5 na strafschoppen), Mali (1–2 na verlenging) en Congo-Kinshasa (1–0) uitgeschakeld. In de finale werd met 1–2 gewonnen van Nigeria, waardoor Ivoorkust Afrikaans kampioen werd. Singo speelde alle wedstrijden. Zijn toenmalige clubgenoten Mohammed Salisu (Ghana), Ismail Jakobs, Krépin Diatta (Senegal) en Mohamed Camara (Mali) waren ook actief op het toernooi.
| Interlands van Wilfried Singo voor Ivoorkust | Interlands van Wilfried Singo voor Ivoorkust | Interlands van Wilfried Singo voor Ivoorkust | Interlands van Wilfried Singo voor Ivoorkust | Interlands van Wilfried Singo voor Ivoorkust | Interlands van Wilfried Singo voor Ivoorkust |
| №                                            | Datum                                        | Wedstrijd                                    | Uitslag                                      | Competitie                                   | Goals                                        |
| Als speler bij Torino                        | Als speler bij Torino                        | Als speler bij Torino                        | Als speler bij Torino                        | Als speler bij Torino                        | Als speler bij Torino                        |
| -------------------------------------------- | -------------------------------------------- | -------------------------------------------- | -------------------------------------------- | -------------------------------------------- | -------------------------------------------- |
| 1                                            | 5 juni 2021                                  | Ivoorkust – Burkina Faso                     | 2 – 1                                        | Vriendschappelijk                            |                                              |
| 2                                            | 11 juni 2021                                 | Ghana – Ivoorkust                            | 0 – 0                                        | Vriendschappelijk                            |                                              |
| 3                                            | 24 september 2022                            | Ivoorkust – Togo                             | 2 – 1                                        | Vriendschappelijk                            |                                              |
| 4                                            | 27 september 2022                            | Ivoorkust – Guinee                           | 3 – 1                                        | Vriendschappelijk                            |                                              |
| 5                                            | 16 november 2022                             | Ivoorkust – Burundi                          | 4 – 0                                        | Vriendschappelijk                            |                                              |
| 6                                            | 24 maart 2023                                | Ivoorkust – Comoren                          | 3 – 1                                        | AK 2023 kwalificatie                         |                                              |
| 7                                            | 28 maart 2023                                | Comoren – Ivoorkust                          | 0 – 2                                        | AK 2023 kwalificatie                         |                                              |
| Als speler bij AS Monaco                     |                                              |                                              |                                              |                                              |                                              |
| 8                                            | 12 september 2023                            | Ivoorkust – Mali                             | 0 – 0                                        | Vriendschappelijk                            |                                              |
| 9                                            | 14 oktober 2023                              | Ivoorkust – Marokko                          | 1 – 1                                        | Vriendschappelijk                            |                                              |
| 10                                           | 17 oktober 2023                              | Ivoorkust – Zuid-Afrika                      | 1 – 1                                        | Vriendschappelijk                            |                                              |
| 11                                           | 20 november 2023                             | Gambia – Ivoorkust                           | 0 – 2                                        | WK 2026 kwalificatie                         |                                              |
| 12                                           | 6 januari 2024                               | Ivoorkust – Sierra Leone                     | 5 – 1                                        | Vriendschappelijk                            |                                              |
| 13                                           | 13 januari 2024                              | Ivoorkust – Guinee-Bissau                    | 2 – 0                                        | AK 2023                                      |                                              |
| 14                                           | 18 januari 2024                              | Ivoorkust – Nigeria                          | 0 – 1                                        | AK 2023                                      |                                              |
| 15                                           | 22 januari 2024                              | Ivoorkust – Equatoriaal-Guinea               | 0 – 4                                        | AK 2023                                      |                                              |
| 16                                           | 29 januari 2024                              | Senegal – Ivoorkust                          | 1 – 1 (4 – 5 n.s.)                           | AK 2023                                      |                                              |
| 17                                           | 3 februari 2024                              | Ivoorkust – Mali                             | 2 – 1 n.v.                                   | AK 2023                                      |                                              |
| 18                                           | 7 februari 2024                              | Ivoorkust – Congo-Kinshasa                   | 1 – 0                                        | AK 2023                                      |                                              |
| 19                                           | 11 februari 2024                             | Ivoorkust – Nigeria                          | 2 – 1                                        | AK 2023                                      |                                              |
| 20                                           | 23 maart 2024                                | Ivoorkust – Benin                            | 2 – 2                                        | Vriendschappelijk                            |                                              |
| 21                                           | 26 maart 2024                                | Ivoorkust – Uruguay                          | 2 – 1                                        | Vriendschappelijk                            |                                              |
| 22                                           | 7 juni 2024                                  | Ivoorkust – Gabon                            | 1 – 0                                        | WK 2026 kwalificatie                         |                                              |
| 23                                           | 11 juni 2024                                 | Kenia – Ivoorkust                            | 0 – 0                                        | WK 2026 kwalificatie                         |                                              |
| 24                                           | 6 september 2024                             | Ivoorkust – Zambia                           | 2 – 0                                        | AK 2025 kwalificatie                         |                                              |
| 25                                           | 10 september 2024                            | Tsjaad – Ivoorkust                           | 0 – 2                                        | AK 2025 kwalificatie                         |                                              |
| 26                                           | 11 oktober 2024                              | Ivoorkust – Sierra Leone                     | 4 – 1                                        | AK 2025 kwalificatie                         |                                              |
| 27                                           | 15 oktober 2024                              | Sierra Leone – Ivoorkust                     | 1 – 0                                        | AK 2025 kwalificatie                         |                                              |
| 28                                           | 15 november 2024                             | Zambia – Ivoorkust                           | 1 – 0                                        | AK 2025 kwalificatie                         |                                              |

Bijgewerkt op 27 december 2024.

## Erelijst
| Afrikaans kampioenschap | 1 | 2023 |